# Гафса (футбольний клуб)
Ель-Гавафел Спортів де Гафса або просто «Гафса» (араб. القوافل الرياضية بقفصة) — професіональний туніський футбольний клуб з однойменного міста, заснований в 1967 році.

## Історія
Клуб було створено внаслідок злиття клубів Уніон Спортів де Гафса-Ксар (УСГК) а Стад Спортіф Гафсьєн (ССГ) за фінансової підтримки Регіональної транспортної компанії, президент якої, Мохамед Рушед, займав пост президента клубу протягом багатьох років. У період з 1968 по 2004 роки клуб виступав у другому та третіх дивізіонах чемпіонату Тунісу, допоки не вийшов спочатку до ТПЛ 2, а потім й до ТПЛ 1. У сезоні 1987/88 років усі футбольні клуби міста Гафса були об'єднані в один під назвою Клуб Спортіф Гафсьєн, але це об'єднання проіснувало лише один рік.

## Досягнення
- Туніська Професіональна Ліга 2
  -  Срібний призер (1): 2003/04

## Статистика виступів на континентальних турнірах
| Сезон | Турнір                 | Раунд      | Клуб              | Вдома | На виїзді | Загалом    |
| ----- | ---------------------- | ---------- | ----------------- | ----- | --------- | ---------- |
| 2007  | Кубок конфедерації КАФ | Попередній | АС Того-Порт      | 2-0   | 1-1       | 3-1        |
| 2007  | Кубок конфедерації КАФ | 1          | Портс Ауториті    | 4-1   | 2-3       | 6-4        |
| 2007  | Кубок конфедерації КАФ | 2          | АТРАКО            | 1-1   | 2-2       | 3-3 (в.г.) |
| 2007  | Кубок конфедерації КАФ | 3          | Мамелоді Сандаунз | 1-1   | 1-2       | 2-3        |

## Відомі гравці
До списку, який наведено нижче увійшли гравці «Гафси», які мають досвід виступів у складі національних збірних, за які вони мають право виступати (станом на липень 2016 року).
| - Радуан Бен Уанес - Скандер Шейх - Сираджеддін Шихі - Хайкель Гуемамдія - Тауфік Хаммамі - Ахмед Харран - Ахмед Жауаші - Рамі Жріді - Шахіб Лашкман - Амін Лтаїєф - Мехді Марзукі - Мехді Меріах - Набіль Міссауї - Інеб Мсакні - Вассім Науара - Амір Омрані - Джамел Рума - Тарек Салем | - Мохамед Алі Слама - Калед Суїссі - Валід Таєб - Іссам Трабелсі - Шокрі Заалані - Тарек Зіаді - Мохамед Зуабі - Лаїд Бельхамель - Жак Бессан - Х'юз-Вілфрід Дах - Тьєрі Іссіему - Морлає Сіссе - Канфорі Сілла - Баба Усмаїла - Мохамед Жабран - Джеррі Адріану - Емманель Матіас |

## Відомі тренери
| - Нуреддін Бен Аммар (1968–69) - Омран Фітурі (1969–71) - Абдельвахаб Лахмар (1971–72) - Абдельхафід Арфа (1972–74) - Омран Фітурі (1974) - Абдельхафід Арфа (1974–77) - Абдельвахаб Лахмар (1977–78) - Амор Белліл (1978–79) - Мустафа Дуїлі (1979–80) - Сассі Бельхула (1980–81) - Абдельхафід Арфа (1981–82) - Абід Мшала (1982–83) - Абдельвахаб Лахмар (1983–84) - Мохамед ель-Абед (1984–85) - Абдельхафід Арфа (1985–86) - Нуреддін Бен Аммар (1986) - Мохамед ель-Абед (1986–87) - Сассі Бельхула (1987) - Лаарібі (1987–88) - Абдельджеліл Бен Міллед (1988) - Еззеддін Кміла (1988) - Мохамед Салах Джедіді (1988–89) - Мохамед ель-Абед (1989–90) - Ройков (1990–91) - Факер Тригуї (1991) | - Хассен Федду (1991–92) - Еззеддін Кміла (1992–93) - Абдеррахман Рамуні (1993) - Абдельхафід Арфа (1993–94) - Еззеддін Кміла (1994–95) - Вахід Хідуссі (1995–96) - Бельхассен Мерія (1996) - Абдельазіз Седдік (1996–97) - Георгі Гуйров (1997–98) - Hédi Kouni (1998) - Аммар Суайя (1998–99) - Еззеддін Кміла (1999) - Юссеф Серіаті (1999) - Монсеф Арфауї (1999) - Абдельхафід Арфа (1999) - Мохамед ель-Абед (1999–00) - Георгі Гуйров (2000) - Абдеррахман Рамуні (2000) - Еззеддін Кміла (2000–01) - Фархат Заррук (2001) - Момартон (2001–02) - Монсеф Арфауї (2002) - Махмуд Куертані (2002) - Сассі Бельхула (2002–03) - Мохамед Хенкуш (2003) | - Еззеддін Кміла (2003) - Абдельвахаб Лахмар (2003–04) - Jalel Kadri (2004–05) - Amor Meziane (2005) - Фарід Бен Бельгасем (2005–08) - Калед Бен Яхія (2008) - Еззеддін Кміла (2008) - Самір Джуїлі (2008) - Абдельазіз Круф (2008) - Монсеф Арфауї (2008) - Мохамед Кукі (2009) - Газі Граїрі (27 червня 2009 – 26 жовтня 2009) - Самі Радуані (2009–10) - Фарід Бен Бельгасем (5 червня 2010 – 4 січня 2011) - Калед Бен Сассі (6 січня 2011 – 30 червня 2011) - Камель Зуагі (в.о.) (18 вересня 2011 – 12 грудня 2011) - Калед Бен Яхія (12 грудня 2011 – 3 жовтня 2012) - Патрік Лієвіг (20 жовтня 2012 – 28 листопада 2012) - Фархат Заррук (в.о.) (29 листопада 2012 – 9 грудня 2012) - Еззеддін Кміла (10 грудня 2012 – 1 квітня 2013) - Хабіб Меджрі (2 квітня 2013 – 30 червня 2013) - Калед Бен Яхія (9 липня 2013 – 9 лютого 2014) - Лотфі Кадрі (11 лютого 2014 – 17 лютого 2014) - Хабіб Меджрі (19 лютого 2014 – 30 червня 2014) - Калед Бен Яхія (13 липня 2014 – 16 серпня 2014) |